# نیک پوپ
نیکولاس دیوید پوپ (انگلیسی: Nicholas David Pope؛ زادهٔ ۱۹ آوریل ۱۹۹۲) بازیکن فوتبال اهل انگلستان است.
از باشگاه‌هایی که در آن بازی کرده‌است می‌توان به بری تاون، چارلتون اتلتیک، هارو بورو، ولینگ یونایتد، کمبریج یونایتد، آلدرشات تاون، یورک سیتی، بری و برنلی اشاره کرد.